# Сент Џонс (Мичиген)
Сент Џонс (енгл. St. Johns) град је у америчкој савезној држави Мичиген. По попису становништва из 2010. у њему је живело 7.865 становника.

## Демографија
Према попису становништва из 2010. у граду је живело 7.865 становника, што је 380 (5,1%) становника више него 2000. године.
| Група             | 2000.         | 2010.         |
| Белци             | 7.008 (93,6%) | 7.176 (91,2%) |
| Афроамериканци    | 56 (0,7%)     | 111 (1,4%)    |
| Азијати           | 46 (0,6%)     | 42 (0,5%)     |
| Хиспаноамериканци | 254 (3,4%)    | 358 (4,6%)    |
| Укупно            | 7.485         | 7.865         |